# Marc Hendrikx
Marc Hendrikx (Hamont-Achel, 2 luglio 1974) è un ex calciatore belga, di ruolo centrocampista.

## Palmarès

### Club

#### Competizioni nazionali
- Campionato belga: 2

Genk: 1998-1999
Anderlecht: 2003-2004
- Coppa del Belgio: 2

Genk: 1997-1998, 1999-2000
- Supercoppa del Belgio: 1

Anderlecht: 2001
- Tweede klasse: 1

Sint-Truiden: 2008-2009